# Catherine Ashmore Bradley
Catherine Ashmore Bradley (* 10. September 2007 in New York City, New York) ist eine US-amerikanische Schauspielerin. Sie spielte die Rolle der Luan Loud in der Nickelodeon-Comedyserie Willkommen bei den echten Louds sowie in den beiden Filmen Weihnachten bei den echten  Louds und Halloween bei den echten Louds, in denen ihre jüngere Schwester Aubin Bradley die Rolle der Lucy Loud spielt.

## Frühe Lebensjahre
Catherine Ashmore Bradley ist die ältere Schwester von Aubin Bradley. Sie zeigte schon in jungen Jahren Interesse an den Künsten und begann im Alter von vier Jahren mit dem Tanzen.

## Karriere
Bekannt wurde sie im Jahr 2018, wo sie im Theaterstück Harry Potter und das verwunschene Kind auf dem Broadway in NYC die junge Lily Potter Jr. spielte. Im Jahr 2021 wirkte Bradley in dem Live-Action-Fernsehfilm basierend auf der Serie Willkommen bei den Louds mit dem Titel Weihnachten bei den echten Louds mit und porträtierte Luan Loud, während ihre Schwester Aubin die Rolle von Lucy Loud spielte. Catherine und Aubin wiederholten ihre Rollen in der Spin-off-Fernsehserie Willkommen bei den echten Louds und dem zweiten Fernsehfilm Halloween bei den echten Louds.

## Filmbiografie

### Film
| Jahr | Titel      | Rolle         |
| ---- | ---------- | ------------- |
| 2019 | Mr. Sam    | Sandra Polley |
| 2021 | 40 Nickels | Sarah         |

### Fernsehen
| Jahr      | Titel                             | Rolle           | Wissenswertes                                               |
| --------- | --------------------------------- | --------------- | ----------------------------------------------------------- |
| 2017      | Happy!                            | Penny Baker     | Folge: „Als Weihnachten noch Weihnachten war“               |
| 2019–2023 | Bubble Guppies                    | Deema           | Hauptsprecherrolle (Staffel 5), Gast (Staffel 6); 27 Folgen |
| 2020      | Christmas with Arwen              | sich selbst     | Folge: „Tag 15: Catherine Bradley ft. Arwen Monzon-Sanders“ |
| 2021      | Law & Order: Special Victims Unit | Charlotte Davis | Folge: „Postgraduierter Psychopath“                         |
| 2021      | A Loud House Christmas            | Luan Loud       | Fernsehfilm                                                 |
| 2022      | City on a Hill                    | Julietta Caysen | Folge: "Whipping Post"                                      |
| 2022–2024 | The Really Loud House             | Luan Loud       | Hauptrolle; 27 Folgen                                       |
| 2023      | A Really Haunted Loud House       | Luan Loud       | Fernsehfilm                                                 |

## Wissenswertes
Über ihre Rolle in The Really Loud House
- Im wirklichen Leben ist Bradley, wie Luan, eine Komikerin, die beim Abendessen häufig Papa-Witze reißt und sogar ihren Geschwistern Streiche spielt.[6] Durch die Rolle der Luan wurde dieser Aspekt ihrer Persönlichkeit in ihrem normalen Leben stärker betont.[7]
- Wenn sie neben Luan eine andere Loud-Schwester spielen könnte, würde sie Lucy spielen wollen.[8]
- Im wirklichen Leben hat Bradley selbst 12 Weihnachtsstreiche für 2022 vorbereitet.[9]
- Die Bradley-Schwestern wurden für ihre jeweiligen Rollen gecastet, ohne dass die Produzenten von A Loud House Christmas wussten, dass sie verwandt waren. Erst am ersten Tag am Set fand die Crew es heraus.[10]
- Als ihren Lieblingsmoment bei den Dreharbeiten zur ersten Staffel von Willkommen bei den echten Louds bezeichnet sie eine Stepptanznummer zwischen Luan und Lucy in „What’s a Mother to Redo“.[11]